# وتر (هسن)
شهر وتر (به آلمانی: Wetter) در ایالت هسن در کشور آلمان واقع شده‌است.